# Geografia costeira

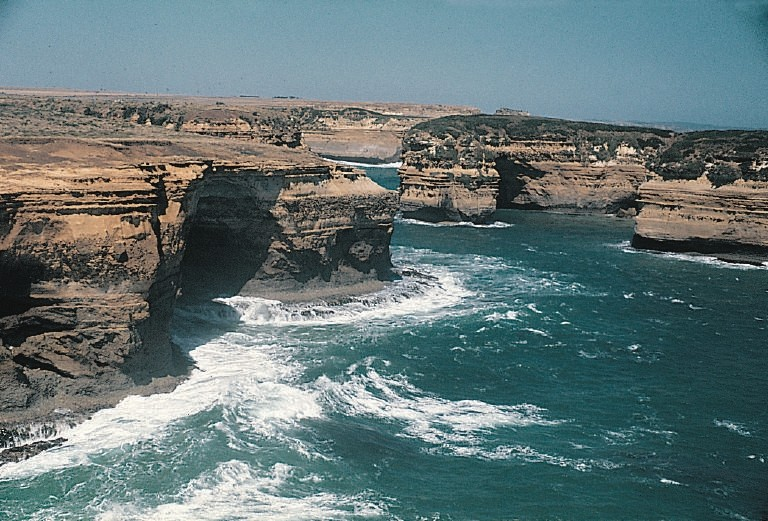
Port Campbell, no sul da Austrália, é uma zona costeira de alta energia.

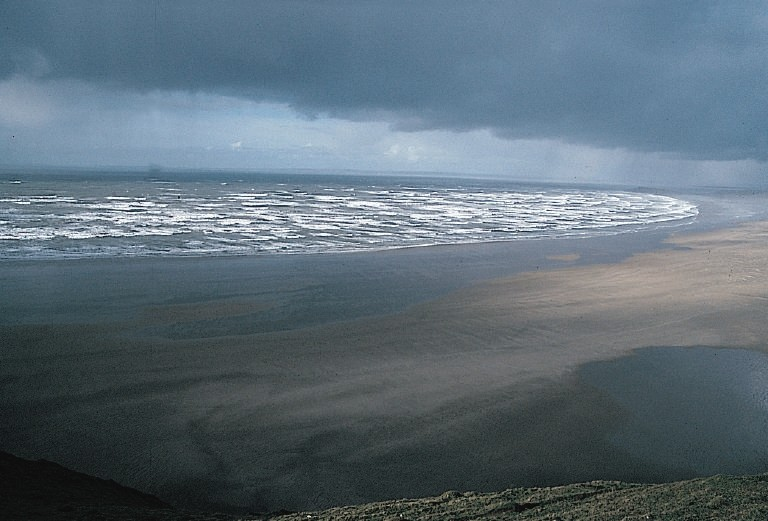
A praia de Rhossili, em Gales, é uma zona costeira de baixa energia.

A geografia costeira, geografia litorânea ou geografia do litoral é um ramo da geografia que estuda a relação entre terra e a água e do clima (e outros fatores geográficos) na zona costeira. 

## Zonas costeiras
As zonas costeiras são um tipo de espaço com características especiais na superfície da Terra, porque eles resultam da intersecção de três principais fatores geográficos, como relevo, clima e mar, assim que a dinâmica desses tipos paisagem em si é mais complexa. Esta interação de fatores que incluem a presença ocasional de outros factores (incluindo a presença de estuários, urbanização, exutórios, a atividade humana, gelo) que podem fazer estudo ainda mais complexa. A geografia costeira estudando ambas as paisagens costeiras como um todo, em particular a sua dinâmica. Esta é enquadrada no âmbito da geografia física complexa, resultando em uma mistura de geossinergética com geografia regional na geografia física. 

## Costa
A costa, sendo o ponto de encontro entre a terra e a água, é um ambiente em que ocorrem constantemente erosão (remoção de material, devido a ondas e marés, correntes marinhas e vento) e sedimentação (entrada material de rios próximos ou extensões de linha costeira). A soma desses processos é o orçamento de sedimentos da costa. Os impactos de sedimentos orçamento pesadamente sobre a forma da costa: 
- Se o saldo for negativo, a erosão que são predominantes, a costa é alta, marcada por falésias e rochedos;
- Se o saldo for positivo, que são predominantes fenômenos deposicionais, Os custos serão mais baixos, caso em que também podemos distinguir várias possibilidades: ou as costas abertas, onde há uma clara separação entre a água e linear e as costas do continente ou protegida, quando, depois de uma primeira linha de terra seca é abrir outros espelhos água mais ou menos ligadas ao mar (como em lagoas).

### Praia
A parte da costa afetada pela ação das ondas e da praia: ele vai desde a base da praia (que também é o limite inferior da costa) para o nível máximo atingido pelas ondas de tempestades mais violentas. 
A praia pode ser dividida em três áreas: 
- Emerção: a porção da praia que é atingida pela água somente durante as ondas particularmente violenta como as que surgem durante as tempestades;
- Intertidal ou entre-marés: a parte alternadamente revelada ou oculta, dependendo da maré (e, portanto, é delimitada pelos limites máximos e mínimos atingida pela água durante as marés mais altas e mais baixas),
- Praia submersa: parte do cenário que está sempre coberta de água, mas ainda é afetada pela ação das ondas. A diferença nas condições de ondas que podem surgir de uma praia que significa que eles podem ter características físico-geográficas muito diferentes Dependendo da forma de uma linha costeira pode falar de: península, istmo, cabeça e golfe. A estrutura do litoral é muito variada e depende da terra, as águas que correm sobre ele e sua exposição a condições climáticas diferentes.